# Ǵorgi Markowski
Ǵorgi Markowski, mk. Ѓорѓи Марковски (ur. 8 stycznia 1986 w Bitoli) – macedoński narciarz alpejski, olimpijczyk. Wystąpił w igrzyskach olimpijskich w 2006 roku, w Turynie. Nie zdobył żadnych medali.

## Zimowe Igrzyska Olimpijskie 2006 w Turynie
| Konkurencja   | Eliminacje | Eliminacje | Finał | Finał   | Klas. końcowa | Klas. końcowa |
| Konkurencja   | Czas       | Miejsce    | Czas  | Miejsce | Czas          | Miejsce       |
| ------------- | ---------- | ---------- | ----- | ------- | ------------- | ------------- |
| slalom gigant | -          | DNF        | -     | -       | -             | DNF           |
| slalom        | 1:04.03    | 51.        | -     | DNF     | -             | DNF           |